# Oldenlandia wiedemannii
Oldenlandia wiedemannii är en måreväxtart som beskrevs av Karl Moritz Schumann. Oldenlandia wiedemannii ingår i släktet Oldenlandia och familjen måreväxter.

## Underarter
Arten delas in i följande underarter:
- O. w. laxiflora
- O. w. wiedemannii